# Zond 3MW-1A No. 4A
Zond 3MW-1A No. 4A – radziecka sonda kosmiczna wystrzelona 19 lutego 1964 roku, której zadaniem było przetestowanie systemów sondy w przestrzeni międzyplanetarnej, w ramach przygotowań do przyszłych misji do Wenus i Marsa.
W przeciwieństwie do swojego poprzednika (Kosmos 21) wydaje się, że sonda nie była wyposażona w lądownik. Jej misją było przetestowanie systemów napędowych, termoregulacji i łączności podczas czteromiesięcznego lotu w kierunku Wenus na odległość około 40 milionów kilometrów.
Sonda nie osiągnęła orbity okołoziemskiej z powodu awarii trzeciego stopnia rakiety nośnej. Późniejsze dochodzenie wykazało, że wyciek ciekłego tlenu przez uszczelkę zaworu zamroził paliwo w głównym rurociągu, gdy rakieta znajdowała się jeszcze na wyrzutni. W rezultacie rurociąg pękł, co doprowadziło do wybuchu w trzecim stopniu i zniszczenia rakiety.